# Jack Victor Sorsoleil
Jack Victor Sorsoleil, kanadski letalski častnik, vojaški pilot in letalski as, * 2. junij 1898, Toronto, Ontario, † 4. september 1956.
Stotnik Sorsoleil je v svoji vojaški službi dosegel 14 zračnih zmag.

## Življenjepis
Med prvo svetovno vojno je bil pripadnik Kraljevega letalskega korpusa.

## Odlikovanja
- Military Cross (MC) s ploščico